# Sulza
Sulza là một đô thị thuộc huyện Saale-Holzland, trong bang Thüringen, Đức. Đô thị Sulza có diện tích 3,96 km².